# ديويت ويفر
ديويت ويفر (بالإنجليزية: DeWitt Weaver)‏ هو لاعب غولف أمريكي، ولد في 14 سبتمبر 1939 في دانفيل في الولايات المتحدة.

## وصلات خارجية
- ديويت ويفر على موقع رابطة لاعبي الغولف المحترفين (الإنجليزية)
- ديويت ويفر على موقع قاعة جورجيا للمشاهير الرياضية (مؤرشف) (الإنجليزية)